# Darío Cvitanich
Darío Cvitanich (Kroatisch: Dario Cvitanić) (Baradero, 16 mei 1984) is een Argentijns-Kroatisch voormalig voetballer die als aanvaller speelde. Cvitanich is van Kroatische afkomst en heeft zowel een Argentijns als Kroatisch paspoort. Cvitanich speelde tussen 2008 en 2012 rond de 50 wedstrijden in het eerste elftal van AFC Ajax.

## Clubcarrière

### CA Banfield
Cvitanich kwam in 2001 bij CA Banfield en in 2003 bij het eerste team. Op 20 oktober in dat jaar maakte hij zijn debuut op 18-jarige leeftijd. In zijn eerste seizoen was hij bijzonder trefzeker, hij scoorde elf keer in zeven wedstrijden.
In het tweede seizoen bij Banfield was Cvitanich niet altijd een basisspeler maar scoorde hij wel twaalf keer in zeventien wedstrijden.
Cvitanich groeide uit tot een echte goalgetter en werd de belangrijkste speler bij zijn team. In het seizoen 2006/2007 scoorde Cvitanich voor Banfield onder andere in de competitie en in de Copa Libertadores.
Dat Cvitanich nóg beter kon liet hij zien in het seizoen 2007/2008. In dit seizoen scoorde hij er op los. Hij werd topscorer van Argentinië. Hij scoorde in 30 wedstrijden 19 keer.

### AFC Ajax
Vanaf het seizoen 2008/2009 speelt Cvitanich voor AFC Ajax. Hij tekende een contract voor vijf seizoenen in Amsterdam. Ajax heeft ruim €7.500.000 betaald aan zijn oude club Banfield. Door de aanwezigheid van aanvoerder en international Klaas-Jan Huntelaar kreeg Cvitanich in aanloop op het seizoen 2008-09 alleen tijd als centrumspits in oefenwedstrijden. Cvitanich maakte zijn debuut in de Eredivisie op 30 augustus 2008 in de met 2-1 verloren uitwedstrijd tegen Willem II. Cvitanich speelde maar sporadisch wedstrijden in het begin van de competitie, maar mocht in de basis beginnen op 26 oktober 2008 in de thuiswedstrijd tegen N.E.C. Cvitanich raakte echter geblesseerd aan zijn hamstring en lag zes weken uit de roulatie.
In de tussentijd verkocht Ajax Huntelaar aan de Spaanse topploeg Real Madrid, waardoor de positie van centrumspits openlag. Trainer Marco van Basten benoemde Cvitanich vervolgens tot eerste spits. Uiteindelijk, 5 maanden na zijn officiële debuut voor Ajax, scoorde Cvitanich zijn eerste goal. De spits opende de score op 12 december 2008 in de thuiswedstrijd tegen NAC Breda, waarna Ajax de wedstrijd met 3-0 zou winnen. Het was zijn eerste wedstrijd in de Amsterdam ArenA als centrumspits in plaats van vleugelspeler. In de twee weken die daarop volgden scoorde Cvitanich zijn eerste 'brace' en 'hattrick' tegen De Graafschap en ADO Den Haag.

### Verhuur aan CF Pachuca
Van 1 januari 2010 tot en met 31 december 2010 wordt Cvitanich verhuurd aan de Mexicaanse club CF Pachuca. Hij scoorde in competitieverband in totaal 8 keer in 21 wedstrijden.
In april 2010 heeft Cvitanich de Noord-Amerikaanse Champions League gewonnen met de Mexicaanse ploeg.

### Terugkeer bij AFC Ajax
De huurperiode van Cvitanich liep af op 31 december 2010. Op 4 januari 2011 keerde Cvitanich terug op het trainingsveld bij Ajax, dit deed hij samen met de Uruguayaan Bruno Silva, die eveneens het kalenderjaar 2010 verhuurd was. In diezelfde maand, op 23 januari, raakte Cvitanich echter geblesseerd aan zijn kuit. Op 12 februari keerde Cvitanich, eerder dan verwacht, terug in de wedstrijdselectie van Ajax.

### Verhuur aan Boca Juniors
Op 4 juli 2011 vertrok Cvitanich opnieuw op huurbasis en verruilde hij Ajax voor Boca Juniors. De Argentijnse club huurt de speler voor een jaar en heeft een optie tot koop. In juli 2012, na de verloren finale om de Copa Libertadores 2012, keerde hij terug naar Ajax.

### OGC Nice

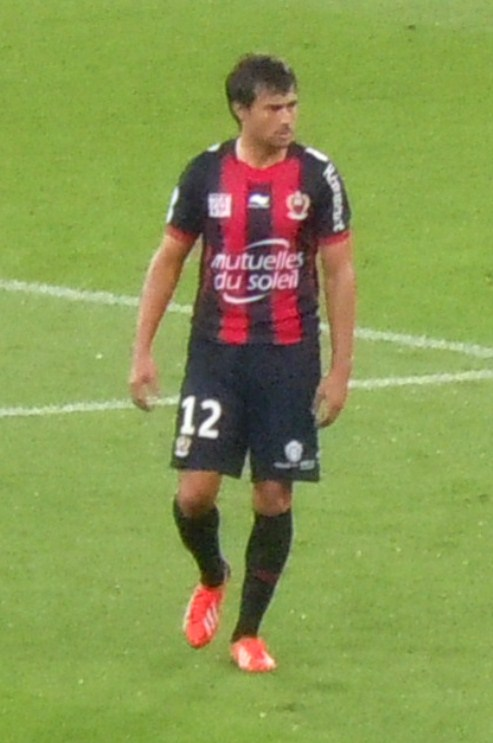
Cvitanich met OGC Nice in september 2013.

Nadat duidelijk werd dat er voor Cvitanich geen toekomst meer was bij Ajax, hengelden diverse clubs naar zijn diensten. Uiteindelijk trok het Franse OGC Nice Cvitanich aan, alwaar hij een driejarig contract tekende. Hier vond Cvitanich al snel zijn draai en ontpopte zich er tot clubtopscorer. Hij zou in één seizoen meer doelpunten maken dat dan hij deed voor Ajax in 4 jaar tijd: 19 voor Nice, om 13 voor Ajax. OGC Nice maakte de 1-0 twintig minuten voor rust door een goal van Cvitanich, op 21 september 2014 in een vriendschappelijke wedstrijd tegen Barcelona FC.

### CF Pachuca, Miami en terugkeer bij Banfield
Sinds januari 2015 speelt hij in Mexico voor CF Pachuca. In 2016 speelde Cvitanich in de NASL voor Miami FC. In januari 2017 keerde hij terug bij Banfield. Na tweeënhalf seizoen voor Banfield kwam hij nog 75 keer uit voor Racing Club de Avellaneda, waarna hij zijn carrière afsloot bij Banfield.

## Interlandcarrière

### Kroatië
De overgrootvader van Cvitanich is van Kroatische afkomst. Vlak na zijn komst naar Ajax vroeg Cvitanich een Kroatisch paspoort aan om uit te kunnen komen voor het Kroatisch voetbalelftal. Cvitanich dacht hierdoor zijn kansen voor een nationale selectie te vergroten. FIFA regelgeving maakte het kort daarna echter onmogelijk om uit te kunnen komen voor het land van een van de overgrootouders.

## Statistieken
| Seizoen         | Club            | Competitie       | Competitie | Competitie | Beker | Beker | Internationaal | Internationaal | Totaal | Totaal |
| Seizoen         | Club            | Competitie       | Wed.       | Dlp.       | Wed.  | Dlp.  | Wed.           | Dlp.           | Wed.   | Dlp.   |
| --------------- | --------------- | ---------------- | ---------- | ---------- | ----- | ----- | -------------- | -------------- | ------ | ------ |
| 2003/04         | CA Banfield     | Primera División | 4          | 0          | 0     | 0     | 0              | 0              | 4      | 0      |
| 2004/05         | CA Banfield     | Primera División | 12         | 3          | 0     | 0     | 0              | 0              | 12     | 3      |
| 2005/06         | CA Banfield     | Primera División | 21         | 5          | 0     | 0     | 1              | 0              | 22     | 5      |
| 2006/07         | CA Banfield     | Primera División | 25         | 10         | 0     | 0     | 8              | 2              | 33     | 12     |
| 2007/08         | CA Banfield     | Primera División | 30         | 19         | 0     | 0     | 0              | 0              | 30     | 19     |
| 2008/09         | AFC Ajax        | Eredivisie       | 18         | 9          | 1     | 0     | 4              | 0              | 23     | 9      |
| 2009/10         | AFC Ajax        | Eredivisie       | 6          | 4          | 2     | 0     | 3              | 0              | 11     | 4      |
| 2009/10         | → CF Pachuca    | Liga MX          | 13         | 4          | 0     | 0     | 10             | 2              | 23     | 6      |
| 2010/11         | → CF Pachuca    | Liga MX          | 14         | 8          | 0     | 0     | 4              | 2              | 18     | 10     |
| 2010/11         | AFC Ajax        | Eredivisie       | 6          | 0          | 1     | 0     | 1              | 0              | 8      | 0      |
| 2011/12         | → Boca Juniors  | Primera División | 27         | 9          | 2     | 0     | 11             | 1              | 40     | 10     |
| 2012/13         | OGC Nice        | Ligue 1          | 29         | 19         | 3     | 3     | 0              | 0              | 32     | 22     |
| 2013/14         | OGC Nice        | Ligue 1          | 31         | 8          | 1     | 1     | 2              | 1              | 34     | 10     |
| 2014/15         | OGC Nice        | Ligue 1          | 9          | 3          | 1     | 1     | 0              | 0              | 10     | 4      |
| 2014/15         | CF Pachuca      | Liga MX          | 11         | 2          | 0     | 0     | 0              | 0              | 11     | 2      |
| 2015/16         | CF Pachuca      | Liga MX          | 3          | 0          | 2     | 2     | 0              | 0              | 5      | 2      |
| 2016            | Miami FC        | NASL             | 26         | 9          | 1     | 0     | 0              | 0              | 27     | 9      |
| 2017            | CA Banfield     | Primera División | 16         | 9          | 2     | 1     | 0              | 0              | 18     | 10     |
| 2018            | CA Banfield     | Primera División | 18         | 9          | 1     | 0     | 6              | 2              | 25     | 11     |
| 2019            | CA Banfield     | Primera División | 13         | 5          | 0     | 0     | 0              | 0              | 13     | 5      |
| 2019            | Racing Club     | Primera División | 10         | 3          | 6     | 0     | 2              | 0              | 18     | 3      |
| 2020            | Racing Club     | Primera División | 17         | 3          | 8     | 0     | 6              | 0              | 31     | 3      |
| 2021            | Racing Club     | Primera División | 16         | 1          | 8     | 1     | 2              | 0              | 26     | 2      |
| 2022            | CA Banfield     | Primera División | 0          | 0          | 6     | 1     | 4              | 0              | 10     | 1      |
| Carrière totaal | Carrière totaal | Carrière totaal  | 375        | 142        | 45    | 10    | 64             | 10             | 484    | 162    |

Bijgewerkt t/m 19 maart 2025.

## Erelijst
CF Pachuca
- CONCACAF Champions League: 2009/10

 AFC Ajax
- Eredivisie: 2010/11

 Boca Juniors
- Primera División: 2011 Apertura
- Copa Argentina: 2012

 Racing Club de Avellaneda
- Primera División: 2018/19

Persoonlijk
- Topscorer Primera División Argentinië: 2007/08
- Speler van de maand december (Ligue 1): 2012